# Костенец (община)
Вижте пояснителната страница за други значения на Костенец.
Община Костенец се намира в Югозападна България. Тя е съставна община на Софийска област.

## География

### Положение и площ
Общината се намира в югоизточната част на Софийска област. С площта си от 302,073 km2 е 10-а по големина сред 22-те общини на Софийска област, което съставлява 4,27% от територията на областта. Границите ѝ са следните:
- на север – община Ихтиман;
- на изток – община Лесичово и община Септември, Област Пазарджик;
- на югоизток – община Белово, Област Пазарджик;
- на юг – община Якоруда, Област Благоевград;
- на запад – община Долна баня и община Самоков.

### Природни ресурси
Релеф
Релефът на общината е равнинен, хълмист, ниско, средно и високо планински, като територията ѝ попада в пределите на Ихтиманска Средна гора и планината Рила.
В централната част на общината се простира Костенецко-Долнобанската котловина, а периферните и части са заети от планини. Котловината има форма на латинска буква „V“, обърната с основата си на югоизток. Дължината ѝ е около 18 km и ширина до 5 km. Простира се в южната част на Ихтиманска Средна гора между ридовете Шумнатица на запад, Септемврийски на север-североизток и Ветрен (Еледжик) на изток. На юг граничи със северните склонове на Рила. Средната ѝ надморска височина е от 520 до 680 m. Дъното ѝ е неравно, в подножието на Рила хълмисто, набраздено от долините на десните притоци на Марица, а централните ѝ части за заети от ниските тераси на Марица и притоците ѝ. Южната ѝ периферия обърната към Рила е заета от големи наносни конуси. Образувана е през неоген-кватернера в резултата на потъване по периферните разседи. Запълнена е с кватернерни алувиални, ледникови и делувиални наноси.
Западно от котловината в пределите на община Костенец се простират северните склонове на рида Шумнатица. Максималната му височина връх Гюбрето 1129,9 m се намира в крайната западна точка на община Костенец, на границата с община Самоков. Северно от котловината са разположени южните склонове на Септемврийски рид. Неговата най-висока точка връх Тръна 1276 m се издига в крайния северозападен ъгъл на общината, на границата с общините Самоков и Ихтиман. Източно от котловината са разположени западните части на друг средногорски рид – Ветрен (Еледжик). Неговата най-висока точка връх Бенковски 1185,8 m се издига североизточно от прохода Траянови врата, на границата с община Ихтиман.
Южната половина на община Костенец се заема от североизточните склонове на Рила, като надморската височина на разстояние от около 15 km се повишава от 600 m при село Костенец до 2600 m по границата с община Якоруда. Тук по границите с общините Белово, Якоруда и Самоков на протежение от 6 – 7 km са подредени върховете Белмекен 2626,4 m, Равни чал 2637,1 m, Сиври чал 2640,5 m и Ибър 2663,2 m, най-високата точка на община Костенец.
Югоизточно от град Костенец, на границата с община Белово, в коритото на река Марица е разположена най-ниската точка на община Костенец – 468 m н.в.
Води
От запад на изток до град Костенец, а след това на югоизток, през Костенецко-Долнобанската котловина на протежение от около 8 km протича част от горното течение на река Марица. Тук тя получава първите си два по-големи притока – реките Очушница и Стара река (Костенецка река), които с целите си течения протичат по територията на общината.
Река Очушница (26 km) извира на 1185 m н.в. под името Черна река от югоизточното подножие на връх Калето в Септемврийски рид на Ихтиманска Средна гора. Протича в югоизточна посока в почти права линия в широка долина и се влива отляво в река Марица, на 489 m н.в., в североизточната част на град Костенец.
Стара река (Костенецка река, 27 km) извира под името Айряндере от 2300 m н.в., от циркуса, разположен между върховете Ибър на запад и Сивричал на изток, и отводнява северните склонове на Североизточния дял на Рила. В началото тече на север в тясна и дълбока долина. Южно от връх Сиврикая (1972 m) завива на изток и носи името Чавча. След вливането на десния ѝ приток река Крайна завива на североизток и навлиза в тесен скалист пролом вече под името Стара (Костенецка) река. Малко над летовището Костенец образува красивия Костенецки водопад. След село Костенец навлиза в Костенецко-Долнобанската котловина, постепенно завива на изток-югоизток, навлиза в община Белово и след 1 km на 800 m северно от село Габровица, община Белово, се влива отдясно в река Марица на 452 m н.в.
Особена характеристика е богатството на минерални извори в района.

## Население

### Численост
| Община Костенец                               | Община Костенец | Община Костенец | Община Костенец | Община Костенец | Община Костенец | Община Костенец | Община Костенец | Община Костенец | Община Костенец | Община Костенец | Община Костенец |
| --------------------------------------------- | --------------- | --------------- | --------------- | --------------- | --------------- | --------------- | --------------- | --------------- | --------------- | --------------- | --------------- |
| Година                                        | 1934            | 1946            | 1956            | 1965            | 1975            | 1985            | 1992            | 2001            | 2011            | 2021            |                 |
| Население                                     | 14758           | 15968           | 16608           | 16447           | 17254           | 17112           | 16532           | 15142           | 12793           | 11062           |                 |
| Източници: Национален Статистически Институт, |                 |                 |                 |                 |                 |                 |                 |                 |                 |                 |                 |

### Етнически състав
Етнически групи с численост и дял според преброяването на населението през 2011 г.:
|                     | Численост | Дял (в %) |
| Общо                | 12 793    | 100,00    |
| Българи             | 11 511    | 89,98     |
| Турци               | 4         | 0,03      |
| Цигани              | 468       | 3,66      |
| Други               | 23        | 0,18      |
| Не се самоопределят | 26        | 0,20      |
| Неотговорили        | 761       | 5,95      |

### Населени места
В общината има 9 населени места с общо население 11 062 жители към 7 септември 2021 г.
Основни данни за населените места
| Населено място (старо име)       | Преброяване (от септември 2021) | По настоящ адрес (ГРАО от 15 септември 2022) | Площ (km²)                         | Гъстота (д/km²) |
| -------------------------------- | ------------------------------- | -------------------------------------------- | ---------------------------------- | --------------- |
| Голак                            | 3                               | 1                                            | 23,398                             | 0.04            |
| Горна Василица                   | 164                             | 261                                          | 47,44                              | 5.5             |
| Долна Василица                   | -                               | 0                                            | 48,351                             | -               |
| град Костенец                    | 5966                            | 5954                                         | в землището на село Долна Василица | 123.14          |
| село Костенец                    | 3216                            | 3452                                         | 109,381                            | 31.56           |
| Момин проход                     | 1416                            | 1422                                         | в землището на село Долна Василица | 29.41           |
| Очуша                            | 46                              | 68                                           | 42,086                             | 1.62            |
| Подгорие (Кесебирска, Кесебирци) | 34                              | 53                                           | 15,871                             | 3.34            |
| Пчелин (Кованлък)                | 217                             | 263                                          | 15,546                             | 16.92           |
| Общо за общината:                | 11062                           | 11474                                        | 302,07                             | 37.98           |

Промени по населени места и местности
- Указ № 575/обн. 02.09.1921 г.: признава м. Кесебирска за с. Кесебирска;
- Указ № 162/обн. 08.04.1931 г.: преименува с. Сулу дервент на с. Момина баня;
- МЗ № 2820/обн. 14.08.1934 г.:
  - преименува с. Кесебирска на с. Кесебирци;
  - преименува с. Кованлък на с. Пчелин;
- Указ № 334/обн. 13.07.1951 г.: преименува с. Кесебирци на с. Подгорие;
- Указ № 356/обн. 07.12.1954 г.: признава н.м. Момин проход (от с. Горна Василица) и н.м. Момин проход (от гар.с. Гара Баня Костенец) за отделно населено място с. Момин проход
- 1956 г. (без административен акт): заличено е с. Момина баня и е присъединено като квартал на гар.с. Гара Костенец;
- Указ № 546/обн. 15.09.1964 г.: обединява гар. с. Гара Костенец (Гара Баня Костенец) и с. Момин проход в ново населено място гр. Костенец;
- Указ № 960/обн. 4 януари 1966 г.: уточнява името на м. Герджикска (Герджиково) на м. Гергичка;
- Указ № 970/обн. 04.04.1986 г.:
  - обединява махалите Гледжова махала (Гледжово), Новата махала и Пердова махала (Пердюва) в ново населено място с. Горна Василица;
  - обединява махалите Бальова махала (Баляово), Вологарска, Гергичка, Гьола, Трите къщи и Шуманска в ново населено място с. Долна Василица;
  - обединява махалите Каменчанска, Кулева, Кьосева, Мартинска, Шатарова и Шехтова в ново населено място с. Очуша;
- Указ № 407/обн. 13.10.2006 г.: отделя кв. Момин проход от гр. Костенец и го възстановява като отделно населено място гр. Момин проход.

## Транспорт
През общината, от север на юг, на протежение от 12,6 km преминава участък от трасето на железопътната линия Калотина – София – Пловдив – Свиленград.
През общината преминават изцяло или частично 6 пътя от Републиканската пътна мрежа на България с обща дължина 44,9 km:
- участък от 8,2 km от автомагистрала Тракия (от km 48,9 до km 57,1);
- участък от 12,6 km от Републикански път I-8 (от km 136,1 до km 148,7);
- началният участък от 3 km от Републикански път II-82 (от km 0 до km 3,0);
- последният участък от 1,2 km от Републикански път III-3701 (от km 35,5 до km 36,7);
- целият участък от 2,5 km от Републикански път III-8002;
- последният участък от 17,4 km от Републикански път III-8222 (от km 4,4 до km 21,8).

## Забележителности
Курорти
В общината са обособени 3 национални балнеологични курорта:
- Момин проход (до неотдавна част от град Костенец, град от 21 септември 2006 г.[4]);
- Вили Костенец (в село Костенец);
- Пчелински бани, северно от село Пчелин.

Читалища
На територията на общината има 5 читалища, всичките с библиотечен фонд:
- „Гео Милев“ – в гр. Момин проход (танцови състави за деца и за възрастни)
- „Георги Бенковски“ – в с. Горна Василица (кукерска група)
- „Просвета“ – в с. Костенец (дамска вокална група, детски танцов състав)
- „Прогрес“ – в гр. Костенец (детски фолклорен танцов състав, детска вокална група, балет за модерни танци, дамско вокално трио, школи по пиано, акордеон, английски език и математика)
- „Просвета“ – в с. Пчелин

Други
- Запазени 36 надгробни могили, 20 могилни некропола, включващи 75 надгробни могили, останки от 11 антични селища и селища от бронзовата, ранно- и късножелязната епоха, 6 селища от римския период и 8 късносредновековни селища.
- Топли минерални извори – от 47 °С до 73 °С. Водата от тях е слабо минерализирана, хидрокарбонатна, сулфатно-натриева, леко флуорна, с малко количество радон, много ниска обща водна твърдост. Изворите са били известни още в древността, тъй като в района на Костенец са запазени останки от римски терми, балнеологични съоръжения, нимфеуми.
- Крепостта Траянови врата, датирана от римско време, но влязла в българската история с поражението, което през 986 г. цар Самуил нанася на император Василий II.
- В община Костенец се намират 150-годищния храм „Св. Архангел Михаил“ (с. Костенец), манастирът „Свети Спас“, храмът „Св. Великомъченик Георги“, църквата „Св. Панталеймон“ и параклисите „Св. Илия“ и „Св. Петка“.